# Луций Гостилий Дазиан
Лу́ций Гости́лий Дазиа́н (лат. Lucius Hostilius (Tubulus) Dasianus; умер после 68 года до н. э.) — римский политический деятель, предполагаемый народный трибун 68 года до н. э. Один из тех, кто поддержал выступления претора Луция Квинкция против ведения Лукуллом войны на Востоке.

## Биография
По рождению Луций происходил из неименитого плебейского рода Дазиев, однако, по всей видимости, в юном возрасте был усыновлён неким Луцием Гостилием (возможно, носившим когномен «Тубул» и чеканившим монету, по разным версиям, в 105 или в 90 году до н. э.). Считается, исходя из беглого упоминания у Саллюстия, что около 70 года до н. э. Дазиан, в рамках судебного разбирательства над сицилийским наместником Гаем Верресом, мог предстать перед судом в качестве обвиняемого. Суть предъявленного обвинения остаётся невыясненной: вполне возможно, что фактическими заказчиками обвинения были представители римских деловых кругов, недовольные какими-то злоупотреблениями Верреса в Ахайе. Согласно одной из гипотез, основной обвинитель — Квинт Цецилий Метелл Непот — дабы не задерживать возбуждения процесса над «сицилийским грабителем», прекратил дело.
Благодаря одной надписи, обнаруженной в Риме, где имя Гостилия названо в числе десяти сенаторов и датируемой 68 годом до н. э., большинством исследователей делается вывод, что в это время Луций мог состоять в коллегии народных трибунов. О какой-либо конкретной его роли в деятельности коллегии ничего неизвестно, однако крупный британский историк Р. Сайм, основываясь на сообщении Гая Саллюстия Криспа, выдвинул гипотезу, что Дазиан в качестве трибуна был одним из тех, кто поддержал выступления претора 68 года до н. э. Луция Квинкция против ведения Лукуллом войны на Востоке.
В современной историографии выдвигается предположение (однако, ничем не подкреплённое), что Дазиан по окончании трибуната мог достичь и преторства, поскольку он, по мнению Эрика Грюна, был в своё время адоптирован представителем Гостилиев Катонов — преторской семьёй, известной в III—II вв. до н. э.